# Ocotea trichantha
Ocotea trichantha är en lagerväxtart som beskrevs av John Gilbert Baker. Ocotea trichantha ingår i släktet Ocotea och familjen lagerväxter. Inga underarter finns listade i Catalogue of Life.